# Soufiane Rahimi
Soufiane Rahimi (Casablanca, 2 juni 1996) is een Marokkaanse voetballer die bij voorkeur speelt als vleugelspeler, maar ook ingezet kan worden als 
aanvallende middenvelder. Hij verruilde in 2021 Raja Casablanca voor Al Ain FC. Rahimi debuteerde in 2021 in het Marokkaans voetbalelftal.

## Carrière
Rahimi doorliep de gehele jeugdopleiding van Raja Casablanca. In 2017 vertrok hij naar stadsgenoot Étoile de Casablanca voor speelminuten. Hij maakte dat seizoen veel indruk en besloot Raja hem in 2018 terug te halen.

## Erelijst
Raja Casablanca
- Botola Pro: 1

Winnaar: 2019/20
- CAF Confederation Cup: 2

Winnaar: 2018, 2021
- CAF Super Cup: 1

Winnaar: 2019
 Al Ain FC
- UAE Pro League: 1

Winnaar: 2021/22
- AFC Champions League Elite

Winnaar: 2024
- UAE League Cup: 1

Winnaar: 2021/22
 Marokko
- African Championship of Nations

Winnaar: 2020
- Olympische spelen

Bronze medalist: 2024
Persoonlijke prijzen
- Botola Pro Speler Van Het Seizoen 2020/21
- African Championship of Nations 2020 Topscorer
- AFC Champions League Elite 2024 Topscorer